# Internationale tandnummering
De internationale tandnummering is een ISO 3950-systeem dat aan elke tand en kies in de menselijke mond een nummer toekent dat uit twee cijfers bestaat. De mond wordt in vier mondkwadranten verdeeld:
- Rechtsboven 1 (bij melkgebit 5)
- Linksboven 2 (bij melkgebit 6)
- Linksonder 3 (bij melkgebit 7)
- Rechtsonder 4 (bij melkgebit 8)

De eenheden bepalen over welke tand het in het desbetreffend kwadrant gaat (nummering gaat van het midden naar achteren):
- Snijtanden 1, 2
- Hoektand 3
- Premolaren en melkmolaren 4, 5
- Molaren 6, 7, 8

Bij het voorstellen in schema's worden de tanden voorgesteld zoals de tandarts ze ziet, dus rechts en links verwisseld.
De tandarts noemt de cijfers meestal een voor een, dus niet "achtendertig" maar "drie acht".

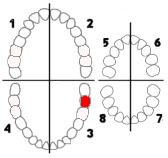
De tweede kies linksonder = 37

Het eerste cijfer bepaalt het kwadrant. Het laatste cijfer bepaalt over welke tand het in het desbetreffend kwadrant gaat.
Door middel van deze nummering beschikken tandartsen over een ondubbelzinnige informatie-uitwisseling (en archivering) betreffende een gebit. Ook patiënten worden tegenwoordig aangespoord om bij het maken van zorgafspraken met dit systeem hun tandpijn te localiseren.
Voor wat het melkgebit betreft is de nummering hetzelfde, behalve de nummering van de kwadranten, deze tellen van 5 t/m 8. 

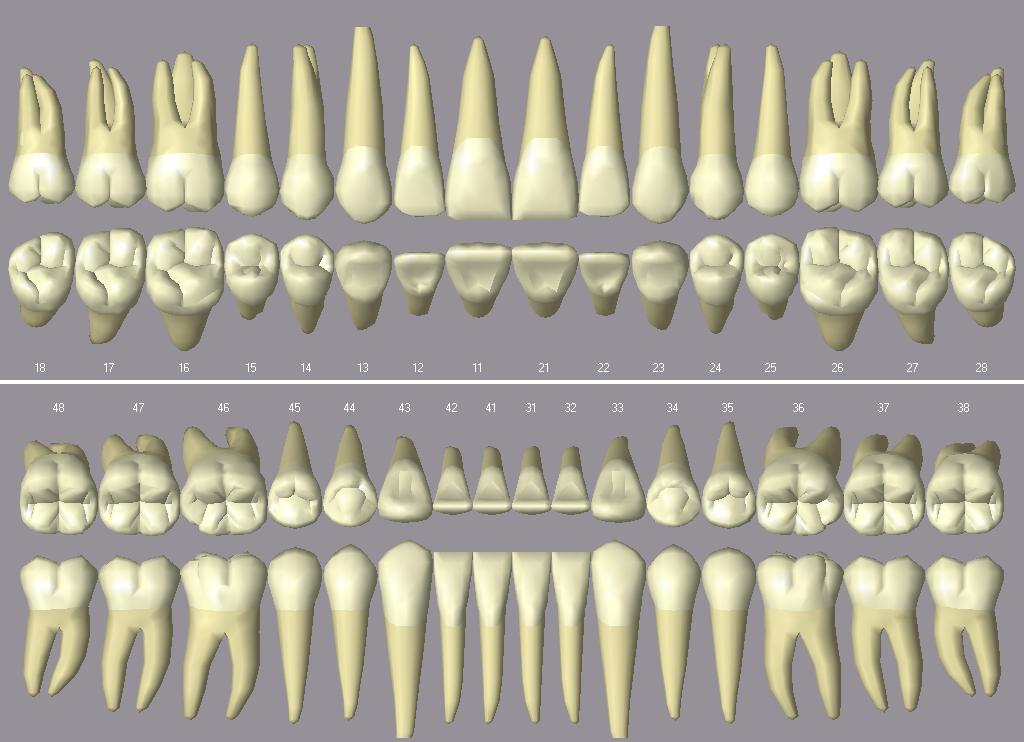
Gebitsdiagram met nummering